# 난쟁이틈새얼굴박쥐
난쟁이틈새얼굴박쥐(Nycteris nana)는 틈새얼굴박쥐과에 속하는 박쥐의 일종이다. 중앙아프리카의 숲과 사바나 지역에서 발견된다. 2종의 아종이 알려져 있다.

## 분포
서아프리카, 중앙아프리카 그리고 동아프리카에서 발견된다. 분포 지역은 서부의 코트디부아르와 가나부터 카메룬과 콩고민주공화국, 르완다와 부룬디부터 우간다 그리고 케냐 서부, 남쪽으로 앙골라 북부이다. 일반적으로 저지대에서 서식한다.

## 서식지
건조, 습윤 저지대 숲과 대상림 그리고 습윤 사바나 지역에서 서식한다. 작은 무리를 지어 서있는 나무에 매달려 생활한다.

## 아종
- N. n. nana
- N. n. tristis